# 拉戈阿-达卡诺阿
拉戈阿-达卡诺阿（葡萄牙語：Lagoa da Canoa）是巴西阿拉戈斯州的一个市镇。总面积102.83平方公里，总人口17670人，人口密度171.8人/平方公里。